# Processador Sycamore

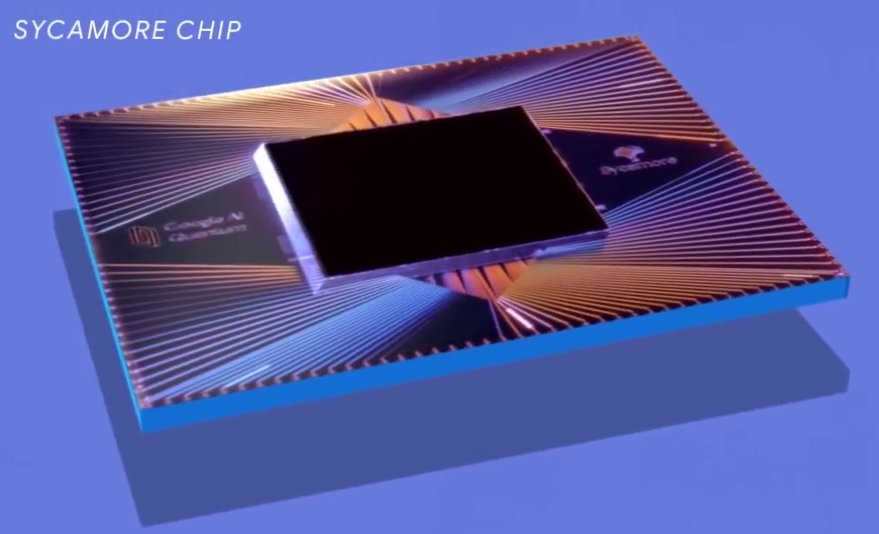
El processador Sycamore

Sycamore és un processador quàntic superconductor transmón creat per la divisió d'Intel·ligència Artificial de Google. Té 53 qubits.
El 2019, Sycamore va completar una tasca en 200 segons que Google va afirmar, en un article de Nature, que trigaria 10.000 anys a acabar un superordinador d'última generació. Així, Google va afirmar haver aconseguit la supremacia quàntica. Per estimar el temps que trigaria un superordinador clàssic, Google va executar parts de la simulació del circuit quàntic al Summit, un dels ordinadors clàssics més potents del món.  Més tard, IBM va fer un contraargument, afirmant que la tasca només trigaria 2,5 dies en un sistema clàssic com Summit. Si es confirmen les afirmacions de Google, suposaria un salt exponencial en la potència informàtica.
L'agost de 2020, els enginyers quàntics que treballaven per a Google van informar de la simulació química més gran en un ordinador quàntic: una aproximació Hartree-Fock amb Sycamore emparellada amb un ordinador clàssic que va analitzar els resultats per proporcionar nous paràmetres per al sistema de 12 qubits.
L'abril de 2021, els investigadors que treballaven amb Sycamore van informar que van poder adonar-se de l'estat fonamental del codi tòric, un estat ordenat topològicament, amb 31 qubits. Van mostrar propietats d'entrellaçament de llarg abast de l'estat mesurant entropia topològica diferent de zero, simulant  interferometria Anyon i les seves estadístiques de trenat i preparant un codi de correcció d'errors quàntics topològics amb un qubit lògic.
El juliol de 2021, una col·laboració formada per Google i diverses universitats va informar de l'observació d'un cristall de temps discret al processador Sycamore. El xip de 20 qubits es va utilitzar per obtenir una configuració de localització de molts cossos de girs amunt i avall. La configuració es va estimular amb un làser per aconseguir un sistema " Floquet " impulsat periòdicament on tots els girs cap amunt es giren cap avall i viceversa en cicles periòdics que són múltiples dels cicles del làser. No es va absorbir energia del làser, de manera que el sistema va romandre en un ordre d'estat propi protegit.
L'any 2022, el processador Sycamore es va utilitzar per simular la dinàmica de forats de cuc recorrebles.
El Forschungszentrum Jülich alemany va cooperar amb Google en el desenvolupament de l'ordinador quàntic Sycamore, i serà la llar del primer ordinador quàntic universal desenvolupat a Europa com a part del projecte OpenSuperQ.